# سمط العلی
سمط العلی للحضره العلیا، اثر ناصرالدین منشی کرمانی، در تاریخ شاهان قراختایی کرمان است که از ۶۱۹ تا ۷۰۳ حکومت کردند. اين كتاب به همراه مختصری در سابقه احوال کرمان تا تاریخ استیلای قراختائیان بر آن دیار است.  مصحح اين كتاب عباس اقبال آشتياني است.